# Oscar 1977
A 49.ª cerimônia de entrega dos Academy Awards (ou Oscars 1977), apresentada pela Academia de Artes e Ciências Cinematográficas, premiou os melhores atores, técnicos e filmes de 1976 no dia 28 de março de 1977, em Los Angeles e teve Richard Pryor, Jane Fonda, Warren Beatty e Ellen Burstyn como mestres de cerimônias.
Network, com 10 indicações e 4 prêmios, incluindo melhor ator, atriz e roteiro original, Rocky, com 10 indicações e 3 estatuetas, inclusive as de melhor filme e diretor, e All the President's Men, que, recebeu indicações em 8 categorias, vencendo em 4, incluindo na de melhor roteiro adaptado, dividiram os principais prêmios da edição do Oscar em 1977.
Sylvester Stallone, protagonista e autor de Rocky, entrou para o seleto grupo de indicados às categorias de melhor ator e roteiro, que já incluía Charles Chaplin, em 1940, e Orson Welles, em 1941.
O protagonista de Network, Peter Finch, foi o primeiro ator a receber um Oscar póstumo, fato que voltaria a ocorrer 32 depois, com a premiação de Heath Ledger na categoria de ator coadjuvante por The Dark Knight.
A melhor atriz coadjuvante do ano, Beatrice Straight, que atua em apenas duas cenas no filme "Network", é a atriz com menos tempo de aparição num filme a vencer um Oscar.
A italiana Lina Wertmüller tornou-se a primeira mulher a concorrer à estatueta de melhor direção, fato que seria repetido com Jane Campion, em 1994, Sofia Coppola, em 2003, e Kathryn Bigelow, em 2010, que 33 anos após a primeira indicação feminina, também fez história, ao ser a primeira diretora a vencer na categoria.
A atriz, cantora e compositora Barbra Streisand, ganhadora do Oscar de melhor atriz em 1969, também alcançou um recorde ao vencer também na categoria de melhor canção original, com a música "Evergreen", do remake de "Nasce Uma Estrela".
A lenda do boxe Muhammad Ali foi um dos apresentadores da noite, ao lado de Sylvester Stallone, que interpretava o lutador Rocky Balboa, no filme vencedor da noite, Rocky. A dupla anunciou a premiada na categoria de atriz coadjuvante.
Nas performances musicais da cerimônia, destaques para Barbra Streisand, Tom Jones e Ann-Margret.

## Vencedores e nomeados

### Melhor Filme
- Rocky

- Network
- Taxi Driver
- All the President's Men''
- Bound for Glory (filme)

### Melhor Direção
- John G. Avildsen por 'Rocky''

- Alan J. Pakula' por All the President's Men
- Ingmar Bergman' por Face a Face (filme)
- Sidney Lumet' por Network
- Lina Wertmüller' por Pasqualino Settebellezze

### Melhor Ator
- Peter Finch por 'Network''

- Sylverster Stallone por Rocky
- Robert De Niro' por Taxi Driver
- William Holden' por Network
- Giancarlo Giannini' por Pasqualino Settebellezze

### Melhor Atriz
- Faye Dunaway por 'Network''

- Sissy Spacek' por Carrie
- Talia Shire' por Rocky
- Liv Ullmann' por Face a Face (filme)
- Marie-Christine Barrault' por Cousin, Cousine

### Melhor Ator Coadjuvante
- Jason Robards por 'All the President's Men''

- Laurence Olivier' por Marathon Man
- Ned Beatty' por Network
- Burgess Meredith' por Rocky
- Burt Young' por Rocky

### Melhor Atriz Coadjuvante
- Beatrice Straight por 'Network''

- Piper Laurie' por Carrie
- Lee Grant' por Voyage of the Damned
- Jodie Foster' por Taxi Driver
- Jane Alexander' por All the President's Men

### Melhor Filme de Língua Estrangeira
- La Victoire en chantant  (Costa do Marfim)

- Pasqualino Settebellezze' (Itália)
- Cousin, Cousine' (França)
- Jakob der Lügner' (Alemanha Oriental)
- Noce I Dnie (Polônia)

### Melhor Roteiro Original
- Network

- Pasqualino Settebellezze''
- Rocky''
- The Front''
- Cousin, Cousine''

### Melhor Roteiro Adaptado
- All the President's Men

- The Seven-Per-Cent Solution''
- Il Casanova di Federico Fellini''
- Bound for Glory (filme)''
- Voyage of the Damned''

### Melhor Figurino
- Il Casanova di Federico Fellini

- The Seven-Per-Cent Solution''
- Bound for Glory (filme)''
- The Incredible Sarah''
- The Passover Plot''

### Melhor Montagem
- Rocky

- Network''
- Bound for Glory (filme)''
- All the President's Men''
- Two-Minute Warning''

### Melhor Fotografia
- Bound for Glory (filme)

- King Kong''
- Logan's Run''
- Network''
- A Star Is Born (1976)''

### Melhor Som
- All the President's Men

- O Expresso de Chicago''
- Rocky''
- King Kong''
- A Star Is Born (1976)''

### Melhor Trilha Sonora Original
- The Omen

- Taxi Driver''
- Voyage of the Damned''
- Josey Wales''
- Obsession''

### Melhor Trilha Sonora Adaptada
- Bound for Glory (filme)

- Bugsy Malone''
- A Star Is Born (1976)''

### Melhor Canção Original
- A Star Is Born (1976)

(pela canção  Evergreen (Love Theme from A Star Is Born (1976)))
- Rocky

(pela canção Gonna Fly Now)
- The Pink Panther Strikes Again

(pela canção Come To Me)
- The Omen

(pela canção Ave Satani)
- Half a House

(pela canção A World That Never Was)

### Melhor Direção de Arte
- All the President's Men

- The Love of the Last Tycoon''
- Logan's Run''
- The Shootist''
- The Incredible Sarah''

### Melhor Documentário
- Harlan County, USA

### Melhor Curta-Metragem
- In The Region of Ice - Peter Werner

### Melhor Documentário em Curta-Metragem
- Number Our Days - Lynne Littman

### Melhor Animação em Curta-Metragem
- Leisure